# Saint-Georges-de-Rouelley
Saint-Georges-de-Rouelley é uma comuna francesa na região administrativa da Normandia, no departamento Mancha. Estende-se por uma área de 20,69 km². Em 2010 a comuna tinha 557 habitantes (densidade: 26,9 hab./km²).